# Libertarianismo civil
O libertarianismo civil ou liberalismo civil é uma linha de pensamento político que apoia as liberdades civis e que enfatiza a supremacia das liberdades pessoais sobre e contra qualquer tipo de autoridade  (como um estado, uma corporação, normas sociais, morais e coletivas impostas por meio de pressão de pares e assim por diante) .

## No movimento libertário
No domínio da filosofia libertária, a principal preocupação dos libertários civis é a relação do governo ou estado com o indivíduo.
Em teoria, o libertário civil busca restringir essa relação a um mínimo ancorado no princípio do Liberalismo Clássico, no qual o estado pode funcionar e fornecer serviços básicos e valores mobiliários sem que interfira excessivamente na vida dos seus cidadãos.
Uma das principais causas do libertarianismo civil é a defesa da liberdade de expressão. Especificamente, os libertários civis são contra restrições ao discurso de ódio e à obscenidade. Embora possam ou não tolerar pessoalmente os comportamentos associados a estas questões, os libertários civis sustentam que as vantagens do discurso público irrestrito superam todas as desvantagens. 
Outras posições libertárias civis incluem apoio à legalização (parcial ou completa) de estupefacientes (como a Canábis), prostituição, aborto, privacidade, morte assistida ou eutanásia, o direito de portar armas, igualdade livre de direitos, uma forte demarcação entre religião e política e apoio ao casamento entre pessoas do mesmo sexo .
Com o advento dos computadores pessoais, da Internet, do e-mail, dos telemóveis e de outras tecnologias da informação, surgiu um subconjunto do libertarianismo civil que se concentra na proteção dos direitos digitais e da privacidade dos indivíduos. Estes subconjuntos têm também ganho relevância política através dos chamados Partidos Piratas.